# Indianapolis 500 in 1937
De 25e Indianapolis 500 werd gereden op maandag 31 mei 1937 op de Indianapolis Motor Speedway. Amerikaans coureur Wilbur Shaw won de race voor de eerste keer in zijn carrière.

## Startgrid
| Rij | Binnen         | Midden        | Buiten          |
| --- | -------------- | ------------- | --------------- |
| 1   | Bill Cummings  | Wilbur Shaw   | Herb Ardinger   |
| 2   | Billy Winn     | Louis Meyer   | Ralph Hepburn   |
| 3   | Tony Gulotta   | Mauri Rose    | Chet Gardner    |
| 4   | R. Householder | Deacon Litz   | George Connor   |
| 5   | Chet Miller    | Billy Devore  | Frank Brisko    |
| 6   | Cliff Bergere  | Floyd Roberts | Louis Tomei     |
| 7   | Jimmy Snyder   | Kelly Petillo | Bob Swanson     |
| 8   | Harry McQuinn  | Rex Mays      | Floyd Davis     |
| 9   | Shorty Cantlon | Al Miller     | Tony Willman    |
| 10  | George Bailey  | Ken Fowler    | Russ Snowberger |
| 11  | Babe Stapp     | Ted Horn      | Frank Wearne    |

## Race
| #                                  | Coureur         | Auto                   | Ronden | Opgave     |
| ---------------------------------- | --------------- | ---------------------- | ------ | ---------- |
| 1                                  | Wilbur Shaw     | Shaw-Offenhauser       | 200    |            |
| 2                                  | Ralph Hepburn   | Stevens-Offenhauser    | 200    |            |
| 3                                  | Ted Horn        | Wetteroth-Miller       | 200    |            |
| 4                                  | Louis Meyer     | Miller                 | 200    |            |
| 5                                  | Cliff Bergere   | Stevens-Offenhauser    | 200    |            |
| 6                                  | Bill Cummings   | Miller-Offenhauser     | 200    |            |
| 7                                  | Billy Devore    | Stevens-Miller         | 200    |            |
| 8                                  | Tony Gulotta    | Rigling-Offenhauser    | 200    |            |
| 9                                  | George Connor   | Adams-Miller           | 200    |            |
| 10                                 | Louis Tomei     | Rigling-Studebaker     | 200    |            |
| 11                                 | Chet Gardner    | Duesenberg-Offenhauser | 199    |            |
| 12                                 | R. Householder  | Viglioni-Miller        | 194    |            |
| 13                                 | Floyd Roberts   | Miller                 | 194    |            |
| 14                                 | Deacon Litz     | Miller                 | 191    | Mechanisch |
| 15                                 | Floyd Davis     | Snowberger-Miller      | 190    | Ongeval    |
| 16                                 | Shorty Cantlon  | Weil-Miller            | 182    |            |
| 17                                 | Al Miller       | Snowberger-Miller      | 170    | Mechanisch |
| 18                                 | Mauri Rose      | Miller-Offenhauser     | 127    | Mechanisch |
| 19                                 | Ken Fowler      | Wetteroth-McDowell     | 116    | Ongeval    |
| 20                                 | Kelly Petillo   | Wetteroth-Offenhauser  | 109    | Mechanisch |
| 21                                 | George Bailey   | Stevens-Miller         | 107    | Mechanisch |
| 22                                 | Herb Ardinger   | Welch-Offenhauser      | 106    | Mechanisch |
| 23                                 | Frank Brisko    | Stevens-Brisko         | 105    | Mechanisch |
| 24                                 | Frank Wearne    | Stevens-Miller         | 99     | Mechanisch |
| 25                                 | Tony Willman    | Miller                 | 95     | Mechanisch |
| 26                                 | Billy Winn      | Miller                 | 85     | Mechanisch |
| 27                                 | Russ Snowberger | Snowberger-Packard     | 66     | Mechanisch |
| 28                                 | Bob Swanson     | Adams-Sparks           | 52     | Mechanisch |
| 29                                 | Harry McQuinn   | Stevens-Miller         | 47     | Mechanisch |
| 30                                 | Chet Miller     | Summers-Miller         | 36     | Mechanisch |
| 31                                 | Babe Stapp      | Maserati               | 36     | Mechanisch |
| 32                                 | Jimmy Snyder    | Adams-Sparks           | 27     | Mechanisch |
| 33                                 | Rex Mays        | Alfa Romeo             | 24     | Mechanisch |
| Gemiddelde snelheid : 182,789 km/h |                 |                        |        |            |